# Jabal ad Durūz
Jabal ad Durūz är ett berg i Syrien.   Det ligger i provinsen as-Suwayda', i den södra delen av landet, 100 kilometer söder om huvudstaden Damaskus. Toppen på Jabal ad Durūz är 1 800 meter över havet.
Terrängen runt Jabal ad Durūz är kuperad västerut, men österut är den platt. Närmaste större samhälle är As Suwaydā', 16,0 kilometer väster om Jabal ad Durūz. 
Omgivningarna runt Jabal ad Durūz är i huvudsak ett öppet busklandskap. Runt Jabal ad Durūz är det glesbefolkat, med 10 invånare per kvadratkilometer.